# Kristina Pronschenko
Kristina Pronschenko (russisch Кристина Пронженко, engl. Transkription Kristina Pronzhenko; * 10. Dezember 1988 in Buston, TaSSR) ist eine tadschikische Sprinterin und Mehrkämpferin.

## Sportliche Laufbahn
Erste Erfahrungen bei internationalen Meisterschaften sammelte Kristina Pronschenko bei den Asienmeisterschaften 2013 in Pune, bei denen sie im Siebenkampf mit 4195 Punkten den zehnten Platz belegte. Ein Jahr darauf belegte sie bei den Asienspielen im südkoreanischen Incheon den elften Rang. 2015 wurde sie erneut Zehnte im Siebenkampf bei den Asienmeisterschaften in Wuhan. Wenig später nahm sie über 200 Meter an den Weltmeisterschaften in Peking teil und schied dort mit 25,77 s in der ersten Runde aus.
2016 belegte sie bei den Hallenasienmeisterschaften in Doha mit neuem Landesrekord im Fünfkampf den fünften Platz. Sie qualifizierte sich für die Olympischen Spiele in Rio de Janeiro, bei denen sie über 200 Meter im Vorlauf ausschied. 2017 belegte sie bei den Asienmeisterschaften in Bhubaneswar den sechsten Platz und schied über 400 m Hürden im Vorlauf aus. Bei den Weltmeisterschaften in London schied sie über 400 m Hürden mit 63,44 s erwartungsgemäß in der Vorrunde aus. Anfang September belegte sie bei den Asian Indoor & Martial Arts Games in Aşgabat den sechsten Platz über 400 Meter und beendete ihren Fünfkampf nach der ersten Disziplin. Im Jahr darauf schied sie bei den Asienspielen in Jakarta über 400 Meter und 400 m Hürden jeweils in der ersten Runde aus. 2019 stellte sie bei den Asienmeisterschaften in Doha mit 54,13 s im Vorlauf einen neuen Landesrekord auf und belegte später im Finale in 54,56 s den siebten Platz. Im Hürdenlauf schied sie mit Landesrekord von 59,16 s im Vorlauf aus und belegte mit der gemischten Staffel in 3:27,35 min den sechsten Platz. 
2023 schied sie bei den Asienspielen in Hangzhou mit 57,79 s im Vorlauf über 400 Meter aus und verpasste über 400 m Hürden mit 63,16 s den Finaleinzug.
2019 wurde Pronschenko tadschikische Meisterin im 400-Meter-Hürdenlauf sowie 2021 über 400 Meter.

## Persönliche Bestzeiten
- 200 Meter: 24,88 s (0,0 m/s), 30. Juni 2017 in Almaty
- 400 Meter: 53,88 s, 7. Juni 2019 in Chongqing (tadschikischer Rekord)
  - 400 Meter (Halle): 55,72 s, 19. Januar 2019 in Öskemen (tadschikischer Rekord)
- 800 Meter: 2:15,41 min, 5. Juni 2022 in Taschkent (tadschikischer Rekord)
  - 800 Meter (Halle): 2:22,2 min, 19. Februar 2016 in Doha (tadschikischer Rekord)
- 400 m Hürdenlauf: 59,16 s, 21. April 2019 in Doha (tadschikischer Rekord)
  - Hochsprung (Halle): 1,54 m, 19. Februar 2016 in Doha (tadschikischer Rekord)
- Siebenkampf: 4715 Punkte: 29. Juni 2014 in Almaty
  - Fünfkampf (Halle): 3435 Punkte: 19. Februar 2016 in Doha (tadschikischer Rekord)